# Здудицький кам'яний хрест

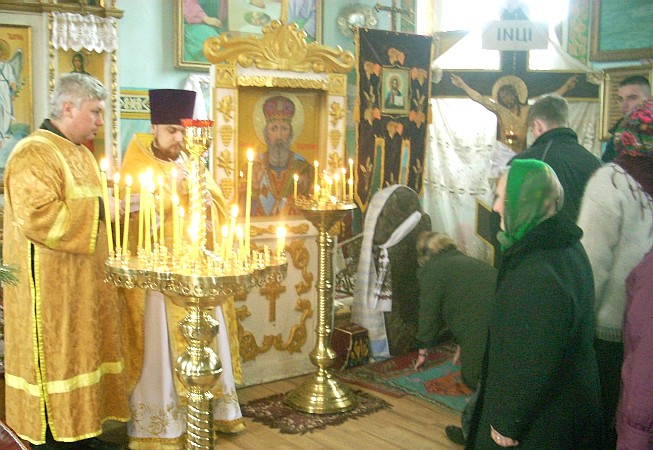
Читання акафіста в Парицькій церкві з приводу встановлення Здудицького кам'яного хреста, 09.03.2008.

Здудицький кам'яний хрест — старовинний культовий пам'ятник з села Здудичі (Чірковицька сільрада Свєтлогорського району Гомельської області). Виготовлений з гранітного валуна. Дослідження встановило, що він належить до часу прийняття християнства на землях Білорусі в X-XI століттях. Встановлений у храмі Св. рівноапостольної Марії Магдалини в смт. Паричі Свєтлогорського району.

## Основні відомості
Хрест виявили в 1993 році при зборі краєзнавчих відомостей для книги «Пам'ять» Свєтлогорського району Т.В. Маслюков і В.А. Романцов (місто Свєтлогорськ). Був вкопаний в землю на околиці кладовища. Надземна частина хреста округлена, схожий на турівські хрести.
У 1997 р. пам'ятник оглянула Н.М. Дубіцька, старший науковий співробітник відділу археології  залізної доби Інституту історії Національної академії наук Білорусі, кандидат історичних наук (Мінськ). На думку Н. Дубицької, хрест міг бути виготовлений під час прийняття християнства близько 1 тис. років тому, і принаймні не пізніше XIV ст. (коли завершилася християнізація цього краю). Він є місцевим виробом, на кладовищі був використаний вторинно.
Згідно з порадами Н. Дубицької, в 2004 р. пам'ятник заради збереження був перевезений в Музей історії міста Свєтлогорська. Через реконструкцію музею не виставлявся. В лютому 2008 р. на прохання ієрея Д. Шилянка, настоятеля храму Св. Марії Магдалини в Паричах, хрест був переданий цьому храму (14 км від Здудич) . У Прощену неділю 9 березня 2008 року в храмі був прочитаний акафіст з нагоди встановлення хреста.
Висота хреста - близько 1,5 м. Верхня частина нагадує трилисник. На передній поверхні є 2 вертикальні і 2 горизонтальні риски, які були нанесені, ймовірно, для розмітки при обробці валуна. Внизу одна сторона більш масивна: можливо, це було зроблено з метою надання хресту стійкості на схилі берега або пагорба.
У 2008 році з пам'ятником ознайомився професор кафедри історії Білорусі та політології Білоруського державного технологічного університету, доктор історичних наук С.Я. Рассадін (Мінськ). У результаті дослідження він зробив висновок, що Здудицький хрест належить до часу християнізації Білорусі в Х - XI ст.